# Elena Stoinescu
Elena Stoinescu ( n. 12 februarie 1942, în Nădlac, Județul Arad) este un artist plastic decorator român.

## Biografie
Studii: Institutul de Arte Plastice “Ion Andreescu” Cluj, specializarea arte decorative - tapiserie, promoția 1967 (clasa prof. Ileana Balotă și Iosif Bânci).
Membră a Uniunii Artiștilor Plastici (UAP) din anul 1968, a Asociației Internaționale a Artiștilor Plastici UNESCO Paris din 1993. Este membră, din 1999, a Asociației Internaționale ARTEMISION e.u. Centre for fibre art Germania.
Debut: Expoziția județeană Galați 1967.

## Expoziții

### Expozitii colective
- Participă la toate expozițiile de artă ale UAP Arad 1968-2007. Ia parte la sintezele naționale de arte decorative: bienale, trienale, quadrienale – Sala Dalles, București 1968-1997.
- Participă la expozițiile filialei arădene la Gyula, Békéscsaba - Ungaria (1971, 1977, 1981, 1983, 1992, 1994, 1996), Oroshaza - Ungaria 2004, 2006, 2006, Sibiu, 2007, Zrenjanin, Subotica - Iugoslavia 1971, 1974, 1975, 1982, Heidelberg - Germania - 2000 “Forum für Kunst”.
- Expune la bienalele de desen - Arad 1995-1997. Prezentă la expozițiile românești peste hotare: Dortmund 1977 - Germania, Rotterdam - Olanda, Brno - Cehia 1978, Ruse - Bulgaria 1995.
- Participă la expozițiile cu caracter internațional: Expoziția “Est-West” - Olanda 1987, Denekamp - Olanda 1988, Toronto - Canada 1990, Antwerpen - Belgia 1991, Einchenau, Zwingerberg - Germania 1993-1994, Köln 1998, Rimini - Italia, Artemis Galerie - 2000 Germania - Görlitz Artemision fibre art Festival 2002 Germania, Expoziția internațională Textil forum Hrning - Danemarca 2003, Moscova - Rusia 2003, Oaxaca - Mexic 2003-2004, Expoziția internațională de artă contemporană “Biennale Arad” - 2005, Trienala Internațională de Tapiserie Europeană ARTAPESTRY5 - Arad, 16 februarie - 31 martie 2019.

### Expoziții personale
- 1971, 1983 - Arad, Timișoara.
- 1993 - Bursă de documentare și tabără de creație - Poel Germania.
- 1993 - Expoziție personală - Poel, Wisman, Germania
- 1994 - Viena - Centrul Cultural Român
- 1996 - Berlin - Bernauer 111

## Premii
1966 Festivalul studențesc Cluj; 1977 “Salonul de primăvară” Arad; 2002 Premiu UAP – Arad

## Lucrări și cronică
- Are lucrări în colecții de stat, muzeale și instituții publice: Arad, Alba Iulia, Timișoara, Giurgiu, Galați, Oradea, București, Târgu-Jiu, Cozia, Călimănești, Băile Herculane, Rotterdam – Olanda, Viena. Precum și în colecții particulare, România, Germania, Italia, SUA, Canada, Ungaria, Cehia, Franța.

|  | Neîndoielnic, Elena Stoinescu Muntean, se află în faza unei maxime plenitudini a faptei sale creatoare care de-a lungul a trei decenii a lăsat urme perene în iconografia tapiseriei românești. A atins acea stare de grație a transfigurării când materia și forma se implică în spațiu printr-o dinamică suplă, elegantă, interferând sobrietății de tonuri grave cu surdina unor diafane vaporozități. Adevărata chintesență a studiului evoluat și elevat la care a ajuns elementul său creator......Definitoriu pentru creația sa este primatul componentei spirituale. Originală este și ideea de a concepe erorile prin dublă ipostaziere: o zonă se extinde la sol, semn al implantării în terestru, cealaltă accede către înalt, descriind răsfrângeri către absolutul continuu. | — Negoiță Lăptoiu, 1998 |